# Isfana
Isfana (in kirghiso Исфана?), dal 16 marzo 2022 Razzakov (in kirghiso Раззаков?), è una città del Kirghizistan, capoluogo del distretto di Lejlek.
Il toponimo Isfana si crede venga dalla parola in sogdiano "Aspanakent", ovverosia "terra dei cavalli".

## Geografia fisica
L'insediamento è situato ai margini meridionali della valle di Fergana, ai piedi di imponenti montagne e circondato su tre lati dal Tagikistan; questa particolare collocazione geografica taglia fuori Isfana dal resto del paese, rendendo la vita molto difficile. Isfana è la città più occidentale del Kirghizistan.

## Economia
Durante l'era sovietica la città era sede di numerose fabbriche che al giorno d'oggi sono chiuse a causa della difficile situazione economica chirghisa. Come conseguenza di questo la gente cerca impiego all'estero per sopravvivere: la maggior parte degli emigranti si reca in Russia, Kazakistan e Uzbekistan.

## Istruzione
In città sono presenti due ginnasi, svariate scuole superiori e un'accademia economica, che è parte dell'accademia economica di Biškek.